# Clásico paceño
O clásico Paceño, também chamado de o clásico La Paz por alguns meios de imprensa, é o confronto entre dois dos clubes de futebol mais populares e mais vencedores da Bolívia, Bolívar e The Strongest, ambos da cidade de La Paz, daí o nome "paceño". É considerado o maior clássico da Bolívia e um dos maiores da América do Sul.

## História
As grandes rivalidades no futebol boliviano nascem dos confrontos produzidos dentro das associações departamentais de futebol, os únicos órgãos organizadores do futebol no início e com grande importância até a criação da liga nacional em 1977.
Como resultado, as principais rivalidades entre as principais equipes bolivianas são muitas vezes entre equipes da mesma cidade. Assim, em La Paz, The Strongest e Bolívar se enfrentam na rivalidade mais longa, sendo as duas equipes mais tradicionais e representativas da cidade de La Paz.

Ao mesmo tempo, o grande sucesso das equipes de La Paz e a grande importância de sua associação departamental, especialmente nos primeiros 60 anos de futebol na Bolívia, também as tornaram muito populares em algumas cidades do país, atraindo grande atenção em alguns departamentos do oeste da Bolívia e também chamando a atenção dos diferentes meios de comunicação no exterior, considerando esta partida como o "clássico do futebol boliviano".